# Jonsereds strömmar
Jonsereds strömmar är ett naturreservat tillika ett Natura 2000-område i Partille socken i Partille kommun och Lerums socken i Lerums kommun i Västergötland. Det inrättades 2007 och förvaltas av Västkuststiftelsen.
Reservatet omfattar en del av Säveåns dalgång från bron i Kåhög till sjön Aspen med omgivningar. Av den totala arealen på omkring 16 ha täcks 6,6 ha av skog, 5,2 ha av vattendrag och 1,6 ha av betesmark. Skogen är huvudsakligen blandlövskog med en rik svampflora där till exempel den rödlistade arten rökfingersvamp har observerats. Bland fågelfaunan märks arterna forsärla, kungsfiskare och strömstare. I själva Säveån förekommer en genetiskt unik stam av den  sällsynta vilda laxen tillsammans med de flesta av de 37 fiskarter som finns i Göta älv. Även bottenfaunan är artrik.
Till följd av reservatets närhet till Kåhög och Partille är det ett populärt friluftsområde. Det finns en badplats och möjligheter till sportfiske med en av få handikappanpassade fiskebryggor i Sverige.